# Кай Буркхард фон Алефелдт
Кай Буркхард фон Алефелдт (на немски: Cai Burchard von Ahlefeldt; * 13 август 1671 в 	Ризеби, Екернфьорде; † 21 декември 1718 в Копенхаген) е благородник от род Алефелдт/Алефелд от Холщайн, датски граф, господар на именията Бисторп, Ешелсмарк, Орнум и Щубе.
Той е син на датския съветник граф Буркхард фон Алефелдт (1634 – 1695) и съпругата му Доротея Румор (1647 – 1686), дъщеря на Ханс Румор (1606 – 1673) и Елизабет Алефелдт (1625 – 1653) .
Кай Буркхард фон Алефелдт е от 1692 г. капитан на конен регимент от Ютландия в Унгария и през 1694 г. става майор, 1698 г. полковник-лейтенат и 1700 г. полковник. Той напуска военната служба през 1704 г. и става камерхер през 1705 г. През 1713 г. той е заместник председател на народното събрание и амтман в графствата Бордесхолм, Ноймюнстер и Кил. На 13 октомври 1713 г. той става „рицар на Ордена Данеброг“. От 1716 г. до смъртта си през декември 1718 г. той е народен представител.

## Фамилия
Кай Буркхард фон Алефелдт се жени 1700 г. за Шартота Амалия фон Холщайн (* 28 юли 1681; † 24 ноември 1752); дъщеря на полковник-лейтенант Адам Кристофер фон Холщайн (1631 – 1690) и Катрина Кристина Ревентлов (1647 – 1704). Те имат син и дъщеря:
- Доротея фон Алефелдт (* 14 юни 1702, Ескилсмарк; † 9 декември 1792), омъжена на 31 януари 1721 г. за Ото фон Квален (* 11 ноември 1697; † 10 октомври 1767, Виндеби)
- Конрад фон Алефелдт (* 1 декември 1705, Кил; † 16 март 1786, Итцехое), камерхер, кралски датски генерал-лейтенант, шеф на пехотата, женен на 3 декември 1734 г. в Саксторп за Хедевиг Алефелдт (* 10 септември 1710 в Дамп; † 4 ноември 1777 в Итцехое); имат дъщеря